# Municipio de Madison (condado de Columbia)
El municipio de Madison (en inglés: Madison Township) es un municipio ubicado en el condado de Columbia en el estado estadounidense de Pensilvania. En el año 2000 tenía una población de 1590 habitantes y una densidad poblacional de 17,4 personas por km².

## Geografía
El municipio de Madison se encuentra ubicado en las coordenadas 41°08′00″N 76°35′59″O / 41.13333, -76.59972.

## Demografía
Según la Oficina del Censo en 2000 los ingresos medios por hogar en la localidad eran de $38 819 y los ingresos medios por familia eran de $41 853. Los hombres tenían unos ingresos medios de $30 288 frente a los $25 000 para las mujeres. La renta per cápita de la localidad era de $19 196. Alrededor del 9,6% de la población estaba por debajo del umbral de pobreza.